# Laserpitium eliasii
Laserpitium eliasii é uma espécie de planta com flor pertencente à família Apiaceae. 
A autoridade científica da espécie é Sennen & Pau, tendo sido publicada em Bol. Soc. Aragonesa Ci. Nat. 6: 25 (1907).

## Portugal
Trata-se de uma espécie presente no território português, nomeadamente os seguintes táxones infraespecíficos:
- Laserpitium eliasii subsp. thalictrifolium - presente em Portugal Continental. Em termos de naturalidade é endémica da Península Ibérica. Não se encontra protegida por legislação portuguesa ou da Comunidade Europeia.